# Сенино (Рамешковский район)
Сенино — деревня в Рамешковском районе Тверской области.

## География
Находится в восточной части Тверской области на расстоянии приблизительно 35 км на восток-юго-восток по прямой от районного центра поселка Рамешки.

## История
Известна с 1627—1629 годов как пустошь в вотчине Троице-Сергиева монастыря. В 1859 году в русской казенной деревне Сенино 31 двор, в 1887 — 68. В советское время работал колхоз «Красный Октябрь». В 2001 году в деревне 3 дома местных жителей и 16 домов — собственность наследников и дачников. До 2021 входила в сельское поселение Ильгощи Рамешковского района до их упразднения.

## Население
Численность населения: 332 человека (1859 год), 405 (1887), 14 (1989), 4 (русские 100 %) в 2002 году, 1 в 2010.